# Дивизион Патрика (НХЛ)
Дивизион Патрика был сформирован в 1974 году как часть Конференции Кларенса Кэмпбелла и был назван в честь Лестера Патрика, известного канадского хоккеиста и тренера.
В 1981 году дивизион был перенесен в Конференцию Принца Уэльского.
Дивизион просуществовал 19 сезонов до 1993 года, когда был трансформирован в Атлантический дивизион.

## Состав дивизиона

### 1974—1979
- Атланта Флеймз
- Нью-Йорк Айлендерс
- Нью-Йорк Рейнджерс
- Филадельфия Флайерз

#### Изменения с сезона 1973—1974
- Дивизион Патрика сформирован в результате преобразований НХЛ.
- «Нью-Йорк Айлендерс» и «Нью-Йорк Рейнджерс» перешли из Восточного дивизиона.
- «Атланта Флеймз» и «Филадельфия Флайерз» перешли из Западного дивизиона.

### 1979—1980
- Атланта Флеймз
- Вашингтон Кэпиталз
- Нью-Йорк Айлендерс
- Нью-Йорк Рейнджерс
- Филадельфия Флайерз

#### Изменения с сезона 1978—1979
- Клуб «Вашингтон Кэпиталз» «переехал» из Дивизиона Норриса.

### 1980—1981
- Вашингтон Кэпиталз
- Калгари Флэймз
- Нью-Йорк Айлендерс
- Нью-Йорк Рейнджерс
- Филадельфия Флайерз

#### Изменения с сезона 1979—1980
- Клуб «Атланта Флеймз» переехал в Калгари и был переименован в «Калгари Флэймз».

### 1981—1982
- Вашингтон Кэпиталз
- Нью-Йорк Айлендерс
- Нью-Йорк Рейнджерс
- Питтсбург Пингвинз
- Филадельфия Флайерз

#### Изменения с сезона 1980—1981
- Дивизион Норриса был перенесен в Конференцию Принца Уэльского.
- Клуб «Калгари Флэймз» перешел в Дивизион Смайта.
- Клуб «Питтсбург Пингвинз» «переехал» из Дивизион Норриса.

### 1982—1993
- Вашингтон Кэпиталз
- Нью-Джерси Дэвилз
- Нью-Йорк Айлендерс
- Нью-Йорк Рейнджерс
- Питтсбург Пингвинз
- Филадельфия Флайерз

#### Изменения с сезона 1981—1982
- Команда Колорадо Рокиз переехала в Ист Рутерфорд (штат Нью-Джерси) и стала выступать под названием «Нью-Джерси Девилз». Клуб был перемещен в дивизион Патрика из Дивизиона Смайта.

### После сезона 1992—1993
Произошла смена названий конференций и дивизионов:
- Восточная конференция
  - Атлантический дивизион
  - Северо-восточный дивизион
- Западная конференция
  - Центральный дивизион
  - Тихоокеанский дивизион

## Победители дивизиона в регулярном чемпионате
- 1975 — Филадельфия Флайерз (51-18-11, 113 очков)
- 1976 — Филадельфия Флайерз (51-13-16, 118 очков)
- 1977 — Филадельфия Флайерз (48-16-16, 112 очков)
- 1978 — Нью-Йорк Айлендерс (48-17-15, 111 очков)
- 1979 — Нью-Йорк Айлендерс (51-15-14, 116 очков)
- 1980 — Филадельфия Флайерз (48-12-20, 116 очков)
- 1981 — Нью-Йорк Айлендерс (48-18-14, 110 очков)
- 1982 — Нью-Йорк Айлендерс (54-16-10, 118 очков)
- 1983 — Филадельфия Флайерз (49-23-8, 106 очков)
- 1984 — Нью-Йорк Айлендерс (50-26-4, 104 очков)
- 1985 — Филадельфия Флайерз (53-20-7, 113 очков)
- 1986 — Филадельфия Флайерз (53-23-4, 110 очков)
- 1987 — Филадельфия Флайерз (46-26-8, 100 очков)
- 1988 — Нью-Йорк Айлендерс (39-31-10, 88 очков)
- 1989 — Вашингтон Кэпиталз (41-29-10, 92 очков)
- 1990 — Нью-Йорк Рейнджерс (36-31-13, 85 очков)
- 1991 — Питтсбург Пингвинз (41-33-6, 88 очков)
- 1992 — Нью-Йорк Рейнджерс (50-25-5, 105 очков)
- 1993 — Питтсбург Пингвинз (56-21-7, 119 очков)

## Победители дивизиона в плей-офф
- 1982 — Нью-Йорк Айлендерс
- 1983 — Нью-Йорк Айлендерс
- 1984 — Нью-Йорк Айлендерс
- 1985 — Филадельфия Флайерз
- 1986 — Нью-Йорк Рейнджерс
- 1987 — Филадельфия Флайерз
- 1988 — Нью-Джерси Дэвилз
- 1989 — Филадельфия Флайерз
- 1990 — Вашингтон Кэпиталз
- 1991 — Питтсбург Пингвинз
- 1992 — Питтсбург Пингвинз
- 1993 — Нью-Йорк Айлендерс

## Обладатели Кубка Стэнли
- 1975 — Филадельфия Флайерз
- 1980 — Нью-Йорк Айлендерс
- 1981 — Нью-Йорк Айлендерс
- 1982 — Нью-Йорк Айлендерс
- 1983 — Нью-Йорк Айлендерс
- 1991 — Питтсбург Пингвинз
- 1992 — Питтсбург Пингвинз

## Статистика выступлений в дивизионе Патрика
| Команда             | Выигранные сезоны | Год последней победы |
| ------------------- | ----------------- | -------------------- |
| Филадельфия Флайерз | 8                 | 1987                 |
| Нью-Йорк Айлендерс  | 6                 | 1988                 |
| Нью-Йорк Рейнджерс  | 2                 | 1992                 |
| Питтсбург Пингвинз  | 2                 | 1993                 |
| Вашингтон Кэпиталз  | 1                 | 1989                 |